# Heksenboom (Bladel)

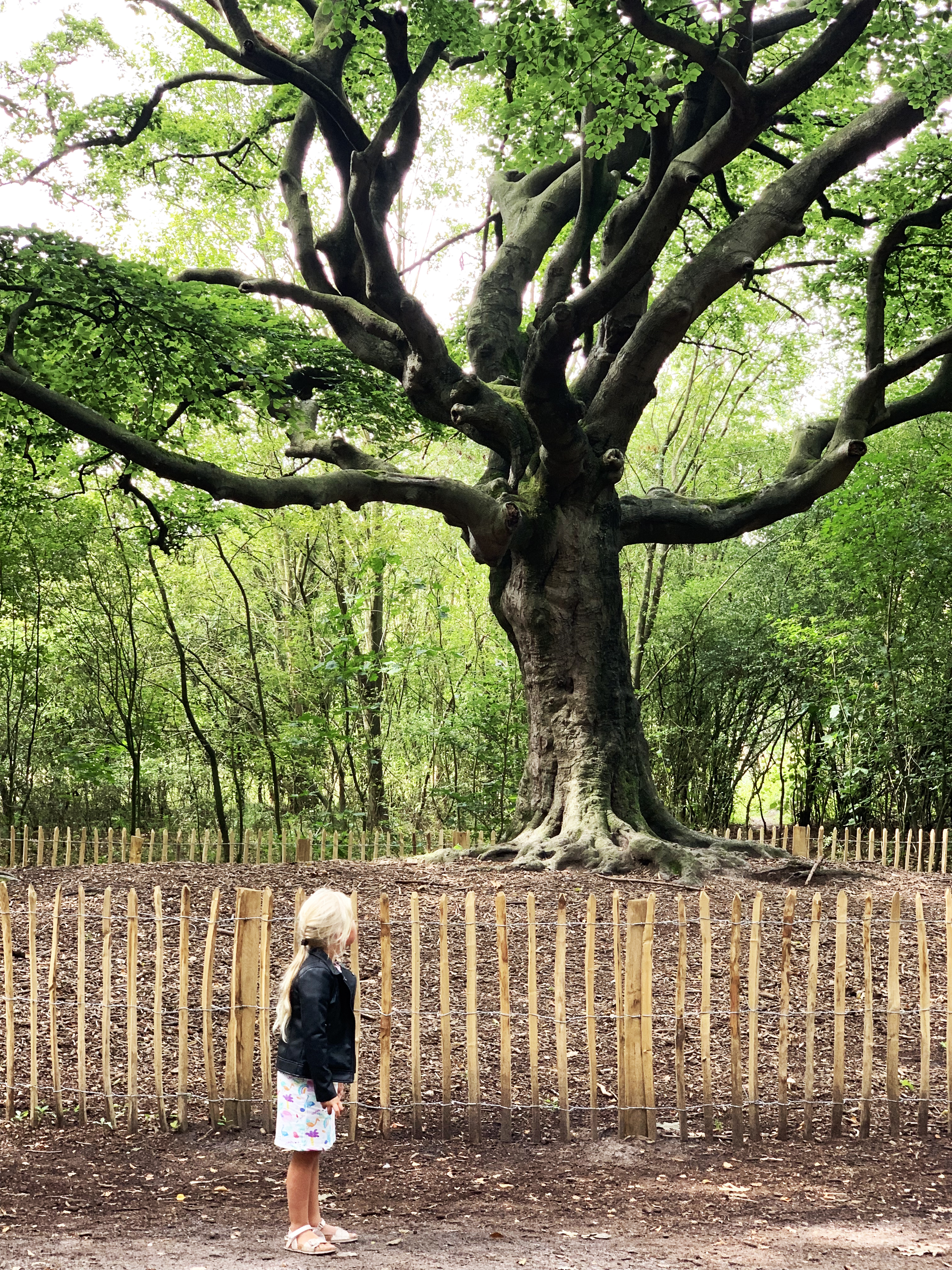
De Heksenboom op Landgoed Ten Vorsel

De Heksenboom (of Heksenboom van Zwarte Kaat) in Bladel is een monumentale beuk, die dateert uit de jaren rondom het jaartal 1890 en gelegen is op Landgoed Ten Vorsel in Bladel, in de Nederlandse provincie Noord-Brabant.
De boom heeft een vrij korte stam en grillig gevormde takken. De wortels liggen voor een deel op de bodem, wat wordt veroorzaakt door moeilijk doorwortelbare leemlagen in de ondergrond en erosie van de bovengrond door betreding.
De beuk stond oorspronkelijk op een perceel heide. Aan het begin van de twintigste eeuw is deze door de Maatschappij van Welstand en de Heidemij ontgonnen en omgevormd tot bos. De beuk is blijven staan en opgenomen in een rij Amerikaanse eiken die als wind- en perceelafscheiding zijn geplant.
De leeftijd van de boom is geschat op basis van zijn verschijningsvorm, kroongroei en stamomvang. Ook zijn er oude plattegronden en kaarten bestudeerd. De hoogte van de Heksenboom is op 6 december 2019 opnieuw gemeten op basis van de driehoeksmethode. De boom heeft een hoogte van 17,90 meter en een kroondoorsnede van 20,60 meter. De omtrek van de stam bedroeg 3,21 meter op 3 maart 2021. Door de grotere toestroom van bezoekers van de boom is er vanaf medio 2019 een schapenhek geplaatst om de gezondheid van de boom te kunnen waarborgen.
De naam Heksenboom komt uit een streekverhaal van Renier Snieders uit Bladel van 1852, Het Kind met den Helm. De boom met grillige kroon en kronkelige wortels zou de laatste rustplaats zijn van bendeleidster Zwarte Kaat. Ook andere elementen uit dit verhaal zijn in de omgeving terug te vinden.
Met name deze combinatie van markante boom en opvallend verhaal heeft ervoor gezorgd dat de Heksenboom in de omgeving een begrip werd en tevens een nominatie ontving voor de Boom van het Jaar 2019 verkiezing in Nederland.

## Boom van het jaar 2019
De Heksenboom is in 2019 verkozen als Nederlandse Boom van het Jaar.